# انریکو لانزی
انریکو لانزی (انگلیسی: Enrico Lanzi؛ زادهٔ ۵ فوریهٔ ۱۹۵۳) بازیکن فوتبال اهل ایتالیا است.
از باشگاه‌هایی که در آن بازی کرده‌است می‌توان به باشگاه فوتبال پروجا، باشگاه فوتبال مونتسا، باشگاه فوتبال چزنا، باشگاه فوتبال آ.ث. میلان، و باشگاه فوتبال وارزه اشاره کرد.